# Нантський університет
Нантський університет (фр. Université de Nantes) — університет у місті Нант, заснований в 1460 році (повторне заснування: 1961). Перший кампус Франції за чисельністю студентів.

## Історія
Нантський університет було засновано 4 квітня 1460 року за ініціативою Франциска II Бретонського. Створений у формі «studium generale», університет міг проводити навчання з усіх дисциплін того часу: теології, канонічного права, цивільного права, медицини і мистецтвам. Факультет права за рішенням короля був переведений у місто Ренн у жовтні 1735 року. Нантський університет було закрито у серпні 1793 року. Замість університету в той час у місті діють деякі вищі школи. Але медицина продовжує викладатися в Нанті, а пізніше також і гуманітарні науки та право.
Декрет від 29 грудня 1961 році наново засновує університет в Нанті. У 1962 році три нових факультету (природничих наук, гуманітарних наук і права) розміщуються в кампусі на березі річки Ердр, на території, нещодавно придбаній містом Нантом.